# کراکاوشاتن
کراکاوشاتن (به آلمانی: Krakauschatten) یک منطقهٔ مسکونی در اتریش است که در مورو واقع شده‌است. کراکاوشاتن ۱۳٫۰۲ کیلومتر مربع مساحت دارد ۱٬۱۲۴ متر بالاتر از سطح دریا واقع شده‌است.